# セルジオ・ペッソア
セルジオ・ペッソア（Sergio Pessoa)  1988年9月3日- ）はカナダの柔道選手。ブラジルのサンパウロ出身。階級は60kg級。身長168cm。父親はソウルオリンピック60kg級9位のセルジオ・アントニオ・アウメイダ・ペッソア。 

## 人物
ブラジルで生まれ育つが、株式仲買人だった父親がカナダで柔道のコーチになるため、2005年に家族でニューブランズウィック州へ移住した。2010年にはワールドカップ・マイアミとワールドカップ・アピア60kg級で優勝すると、オランダ国際でも3位に入った。2013年のパンナム選手権とグランプリ・リエカで3位になると、フランス語圏競技大会では優勝した。2016年のパンナム選手権で2位になって、リオデジャネイロオリンピックに出場し親子2代でオリンピック選手となったが、初戦でジョージアのアミラン・パピナシビリに技ありで敗れる。

## 主な戦績
- 2010年 - ワールドカップ・マイアミ　優勝
- 2010年 - オランダ国際　3位
- 2010年 - ワールドカップ・アピア　優勝
- 2011年 - グランドスラム・リオデジャネイロ　5位
- 2013年 - パンナム選手権　3位
- 2013年 - フランス語圏競技大会　優勝
- 2013年 - グランプリ・リエカ　3位
- 2015年 - パンアメリカン競技大会　5位
- 2016年 - パンナム選手権　2位

(出典、JudoInside.com)。